# Смоквица
Смоквица (на македонска литературна норма: Смоквица) е село в община Гевгели, Северна Македония.

## География
Селото е разположено северно от общинския център Гевгели, в долината на река Вардар. Църквата в селото е дело на Андон Китанов.

## История
В XIX век Смоквица е изцяло българско село в Гевгелийска каза на Османската империя. Църквата „Свети Димитър“ е издигната около 1830 година и обновена в 1906 от Андон Китанов. Александър Синве („Les Grecs de l’Empire Ottoman. Etude Statistique et Ethnographique“), който се основава на гръцки данни, в 1878 година пише, че в Смокфиса (Smokphissa), Воденска епархия, живеят 510 гърци. В „Етнография на вилаетите Адрианопол, Монастир и Салоника“, издадена в Константинопол в 1878 година и отразяваща статистиката на населението от 1873 г., Смоквица (Smokvitza) е посочено като село с 80 домакинства и 380 жители българи. Според статистиката на Васил Кънчов („Македония. Етнография и статистика“) от 1900 г. Смоквица има 560 жители, всички българи християни.
В селото в 1895 – 1896 година е основан комитет на ВМОРО. В учебната 1897 – 1898 година революционерът Аргир Манасиев преподава в българското училище в Смоквица, за да отвори в селото канал за пренос на оръжие за Гевгелийско и Битолско. Според Манасиев „цялото село е организирано; то бе чисто българско“. През 1903 година следствие на афера са арестувани Ичо Картов, Атанас Праматаров, Мице Мальов, Христо Дебников (член на Гевгелийския окръжен революционен комитет през 1911-1912 година с псевдоним Елимбос), Андон Самарджиев, Иван Павлев, Христо Зубчев, Христо Аладжайков, Петко Кавазов, Илия Гьоргев и други.
Цялото население на селото е под върховенството на Българската екзархия. По данни на секретаря на екзархията Димитър Мишев („La Macédoine et sa Population Chrétienne“) в 1905 година в Смоквица (Smokvitza) има 624 българи екзархисти и работи българско училище.
При избухването на Балканската война в 1912 година 28 души от Смоквица се записват доброволци в Македоно-одринското опълчение.
Според преброяването от 2002 година в селото има 263 жители.
| Националност | Всичко |
| македонци    | 263    |
| албанци      | 0      |
| турци        | 0      |
| роми         | 0      |
| власи        | 0      |
| сърби        | 0      |
| бошняци      | 0      |
| други        | 0      |

## Личности
| “ | Дава се настоящето свидѣтелство на поборника Петко Яневъ от село Гевгѣлия, Солунска Губерния, „Македония“, за което служи въ моята дружина въ времето на Руско-турската война въ 1877 и 1878 год. Въ това време постоянно извършвалъ възлаганите му дължности; дава му се настоящето свидѣтелство за да послужи гдѣто му трѣбва, удостовѣрявамъ съ печата ми. 13 Януарий 1882 год. Воевода Илия Марковъ г. Кюстендилъ | ” |
|   | |   |

| “ | Долуподписаните кюстендилски жители свидетелствуваме за Мария Петкова, родом от с. Смоквица, Гевгелийска околия, Солунски окръг, Македония, заселена от 1878 год. в гр. Кюстендил, на възраст 70 год., българка, источноправославна и е честна жена, какво тя е законна съпруга на поборник-опълченеца Петко Янев, тоже от същото село, който се помина през месец Октомврий 1900 год., и след смъртта си не остави на горепоменатата си съпруга Мария в наследство никакви движими и недвижими имоти, а просто я остави на улицата, която се скита на стари години по чуждите къщи и попреминала възраст, неспособна за физическа работа. 7 ноември 1903 г. Свидетели: Кюстендилъ В. Д. Богданцалиев С. х. Колев В. Златанов Арх. З. п. Петров Гл. Ив. Богданцалиев | ” |
|   | |   |

Родени в Смоквица
- Алфред Джелъзов, български революционер от ВМОРО, четник на Андон Кьосето[13]
- Алфред Христов, български революционер от ВМОРО, четник на Ефрем Чучков[14]
- Ангел Динев (1891 – 1952), деец на ВМОРО, ВМРО (обединена) и по-късно комунист, македонист
- Антон Янев (1875 – ?), деец на ВМОРО, македоно-одрински опълченец, четата на Аргир Манасиев и 13 кукушка дружина[15]
- Аспарух Делиманов, български революционер от ВМОРО, четник на Тръпко Стоименов[16]
- Ат. Г. Бакалов, македоно-одрински опълченец, 27-годишен, надничар, II клас, четата на Коста Попето[17]
- Васил Христов Аладжайков, македоно-одрински опълченец, 30-годишен, земеделец, основно образование, 1 отделна партизанска рота, 4 рота на 14 воденска дружина, Сборна партизанска рота на МОО[18]
- Владимир Картов (1935 – 1989), историк от Социалистическа република Македония
- Гоно Бакалов, български революционер, деец на ВМОРО[7]
- Гоно Делиманов, български революционер, деец на ВМОРО[7]
- Гоно Янев (1874 – 1904), български революционер, баща му Яно Папуцчиев и брат му, учителят Андон Янев също са дейци на ВМОРО[7]
- Динко Хаджитанов, български революционер от ВМОРО, четник на Андон Кьосето[13]
- Иван Праматаров, български революционер, деец на ВМОРО[7]
- Илия Аладжайков – Райтер, български революционер от ВМОРО, член на Гевгелийския околийски революционен комитет през 1911 – 1912 година[19]
- Константин Икономов (? - 1905), гръцки андарт
- Коста Христов Попето (1862 – 1941), български революционер
- Петко и Мицо Гавазови, български революционери, дейци на ВМОРО[7]
- Петко Янев (? - 1900), български революционер, четник на Ильо войвода
- Ст. Стойков, учител в родното си село между 1851 и 1857 година и в Кюфт фаши (1857 – 1861), където е ръкоположен за свещеник през 1861 година[20]
- Тенчо Вацов, български революционер от ВМОРО, четник на Андон Кьосето[13]
- Фильо, български революционер, деец на ВМРО[21]
- Христо Аладжайков, български революционер, деец на ВМОРО[7]
- Христо Делиманов, български революционер, деец ВМОРО[22]
- Христо Джалъзов и синът му Алфред, български революционери, дейци на ВМОРО[7]
- Христо Оджов, български революционер, деец на ВМОРО[7]
- Христо Петков, български революционер

Починали в Смоквица
- Никола Дуков Георгиев, български военен деец, капитан, загинал през Първата световна война[23]
- Петър Димитров Ангелов, български военен деец, поручик, загинал през Първата световна война[24]
- Стефан Тодоров Гъджев (Цанев), български военен деец, подпоручик, загинал през Първата световна война[25]
- Тома Левов (? – 1918), български просветен деец